# Skarpnäckstråket
Skarpnäckstråket är ett promenadstråk och en vandringsled i Stockholms kommun med en total längd på cirka 11 km. Stråket är ett av 19 Gångstråk Stockholm och sträcker sig från stadsdelen Skarpnäcks gård till Stortorget i Gamla stan. På sin väg leder stråket bland annat genom Stockholms förorter Bagarmossen,  Kärrtorp, Björkhagen, Hammarbyhöjden och Södra Hammarbyhamnen. Via Hammarbyfärjan går leden till Norra Hammarbyhamnen och Södermalm. På Södermalmssidan  promenerar man bland annat genom parken Vita Bergen, över Fjällgatan och Mosebacke torg och slutligen över Slussen till Gamla stan. Stråket ansluter till Tvärbanan och tunnelbanans Gröna linjen.
Stockholms stad har givit varje stråk ett passande motto. Med tanke på alla äldre och nyare förorter som ligger längs med sträckan, och som återspeglar olika arkitekturströmningar från 1900-talet, lyder mottot för Skarpnäcksstråket: Bebyggelsehistoria i sydost.

## Sträckning

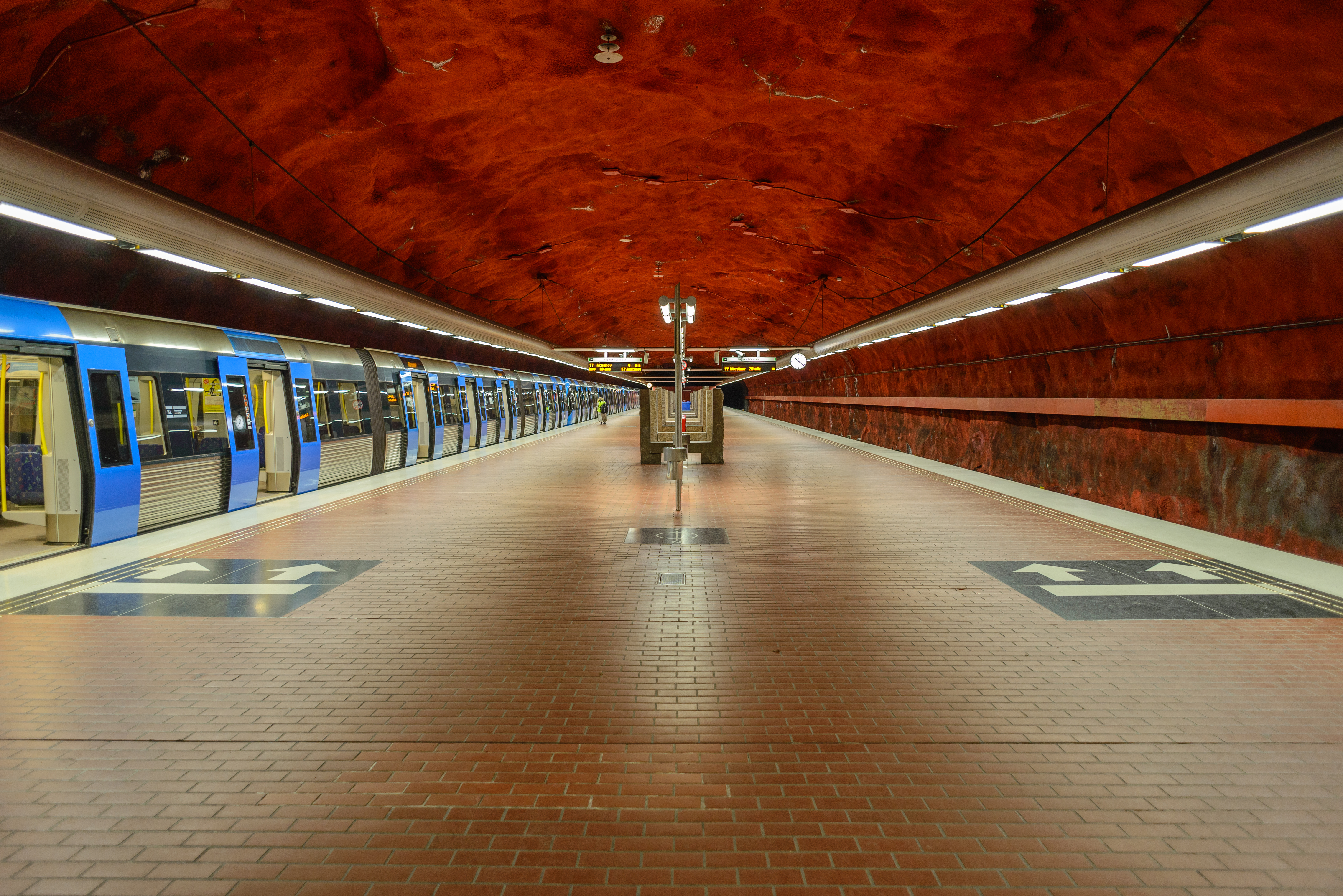
Start: Tunnelbanestation Skarpnäck.

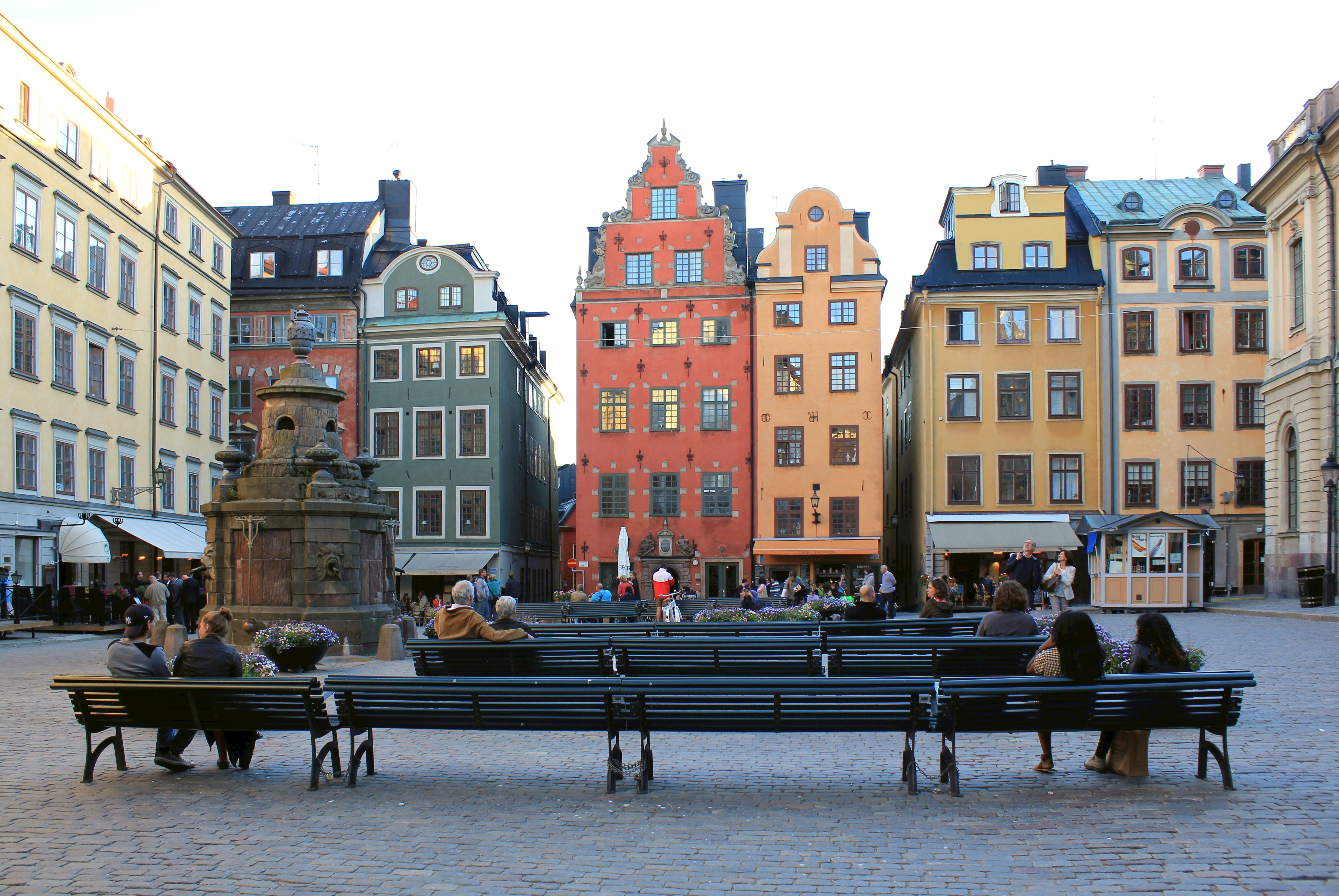
Mål: Stortorget i Gamla Stan.

Skarpnäckståket tar sin början i stadsdelen  Skarpnäcks gård, som har sitt namn efter storgodset Skarpnäcks gård. Gårdens huvudbyggnad och en rad torp, som lydde under Skarpnäck finns fortfarande bevarade. Med tunnelbanans Gröna linjen kan man ta sig till startpunkten,  Skarpnäcks tunnelbanestation, som ligger på det tidigare flygfältet Skarpnäcksfältet. Området var krigsflygfält under andra världskriget, sedan plats för segelflyg och olika evenemang innan det i mitten av 1980-talet började bebyggas med bostadshus.
Efter Skarpnäck väntar 1950-tals förorten Bagarmossen, vars bostadsbebyggelse utökades på 1970-talet med några stora loftgångshus. Bagarmossens centrum med ett högt punkthus ritades på 1950-talet av arkitekt Nils Sterner. Centrumanläggningen utökades på 1990-talet när stadsdelens tunnelbanestation "Bagarmossen" förlades under mark. Vid sidan om gångstråket ligger Riksrådsvägens radhusområde, ett uppmärksammat bostadsområde som uppfördes 1953-1956 efter ritningar av  Charles-Edouard och Léonie Geisendorf.
Gångstråket följer tunnelbanan norrut till Kärrtorp som planerades och anlades på 1940- och 1950-talen. Stadsdelen fick ett ”komplett” centrum med tunnelbanestation, affärer, varuhus och biografen Reflexen. Nästa tunnelbaneförort är Björkhagen som tillkom ungefär samtidigt med Kärrtorp. Här finns några intressanta byggnader, exempelvis fastigheten Duggregnet 5, uppfört för Svenska Bostäder 1956-1958 med Georg Varhelyi som arkitekt. Huset var med sina 16 våningar, Sveriges högsta bostadshus. Stor uppmärksamhet, även internationellt, rönte Markuskyrkan, gestaltad av arkitekten Sigurd Lewerentz, uppförd 1956-1963 och belönad med Kasper Salin-priset.
Efter Björkhagen väntar Hammarbyhöjden, även kallad "den vita staden" på grund av sin ljusa färgsättning. Bebyggelsen består huvudsakligen av smalhus från 1930- och 40-talen. Stadsdelen var tänkt att ge trångbodda barnfamiljer från Stockholms innerstad ljusa och moderna bostäder. Alla lägenheter utrustades med badrum inklusive WC, centralvärme och stora fönster. I trappuppgången fanns ett sopnedkast och på gården en lekplats i det gröna. Ett välkänt landmärke är Hammarbytornet, ett länktorn för telekommunikation ritat 1983 av arkitekt Bengt Lindroos, som tjugo år tidigare även stod för utformningen av Kaknästornet. 
Skarpnäckstråket sträcker sig öster om Hammarbyhöjden och Hammarbybacken mot norr. Det går att ta sig upp för denna delvis konstgjorda, 93,5 meter höga kulle som består av schaktmassor från bland annat bygget av Globen och Hammarby sjöstad. Härifrån bjuds man på en storslagen utsikt över Söderort. Nästa etapp är Sickla kanal som man följer längs sin norra sida fram till Hammarby sjö, där man korsar kanalen på Sicklauddsbron. Här ligger det gamla industriområdet Södra Hammarbyhamnen  som sedan slutet av 1990-talet förvandlas till ett bostadsområden.
Från Lumabryggan går Hammarbyfärjan över Hammarby sjö till Södermalm. Lumabryggan har sitt namn efter den tidigare Lumafabriken som stod färdig 1930 och ritades av KFAI:s arkitekter Artur von Schmalensee och Eskil Sundahl i en stram funktionalistisk arkitektur. Sedan början av 2000-talet är hela komplexet renoverat och ombyggt till kontor under namnet Luma Park. Byggnaderna är k-märkta.
På Södermalmssidan går vandringsleden genom Barnängenområdet med Barnängens gård från 1767 och den tidigare fabriksbyggnaden för Stockholms Bomullsspinneri- och Väfveri AB, ritad 1917 av arkitekt Cyrillus Johansson. Vandringen fortsätter norrut över Vita bergen, förbi Sofia kyrka, genom Stigbergsparken och upp till Stigbergsgatan med sina 1700-tals hus. Här fanns Galgberget, Stockholms avrättningsplats under större delen av 1500- och 1600-talet. Ner till Fjällgatan tar man Sista Styverns trappor. Fjällgatan är känd för sin enastående utsikt över Stockholms inlopp. Nedanför klippan går Stadsgårdsleden med Fotografiska och Birkaterminalen.
Nästa mål är Cornelisparken och Mäster Mikaels gata som har sitt namn efter Stockholms bödel Mikael Reissuer, som utövade sitt hantverk åren 1635-1650. Man går nu rakt mot Katarina kyrka som brann ner 1990 men återuppbyggdes i originalskick. Därefter väntar Mosebacke torg med Södra teatern och Mosebacke vattentorn från 1896 (arkitekt Ferdinand Boberg). Norr om torget går en gångbrygga till Katarinahissen. Den lilla omvägen till hissen belönas med storslagen utsikt över Slussen. Gående och cyklister leds  genom Slussen. Sista avsnittet av Skarpnäckstråket går till Gamla stan över Kornhamnstorg och förbi Tyska kyrkan till Stortorget där samtliga 19 gångstråk har sin slutdestination.

## Bilder

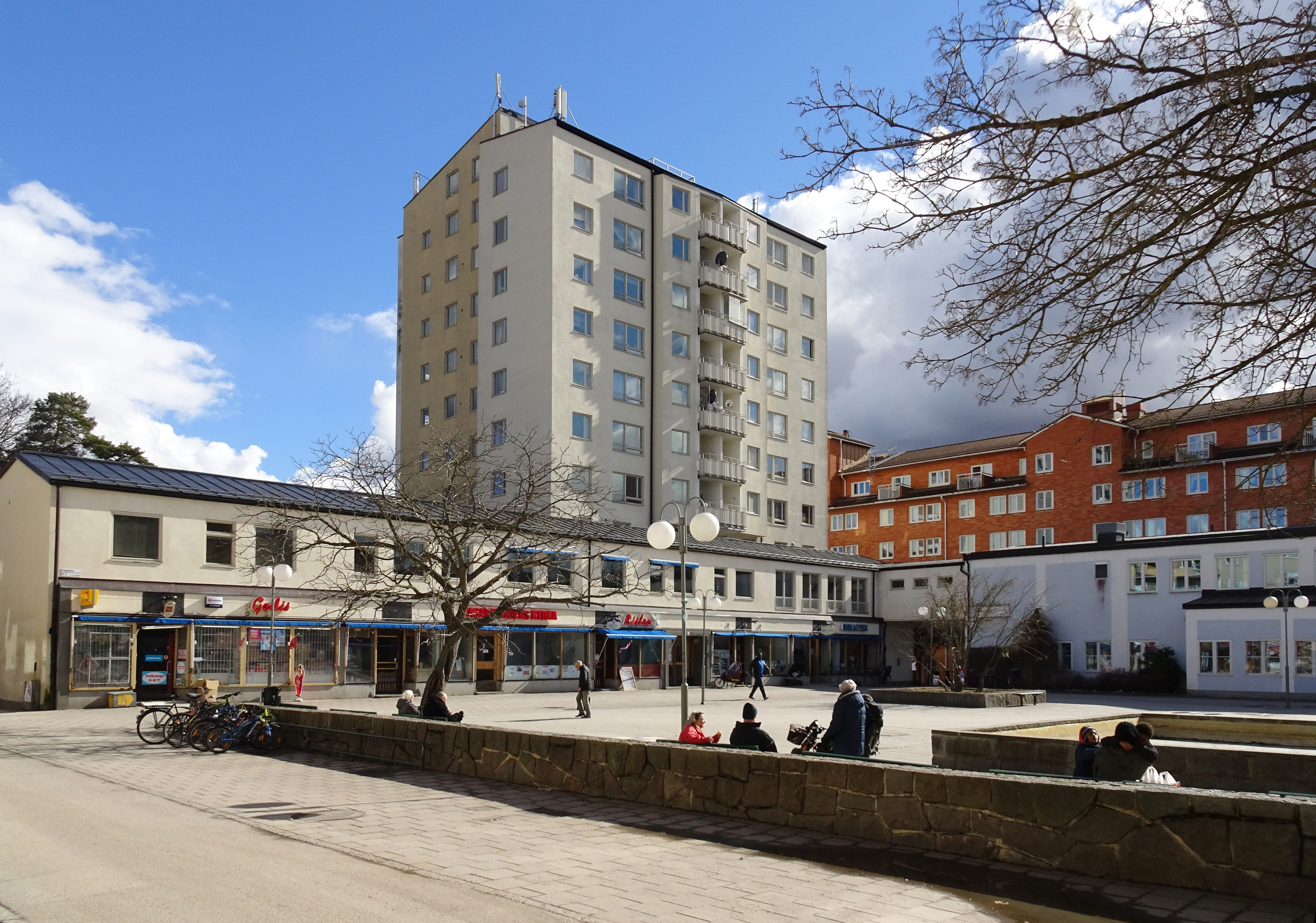
Bagarmossens centrum
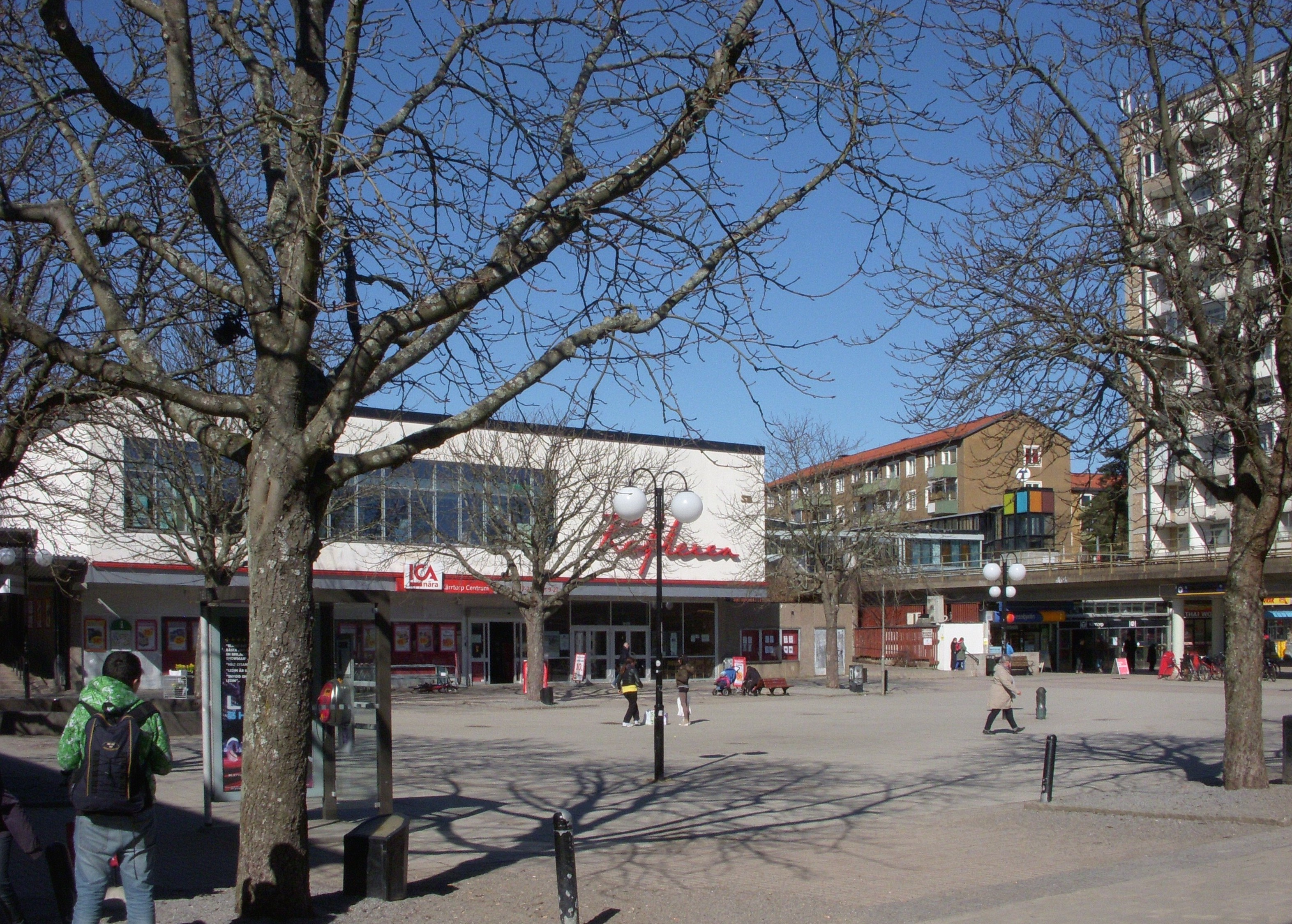
Kärrtorps centrum
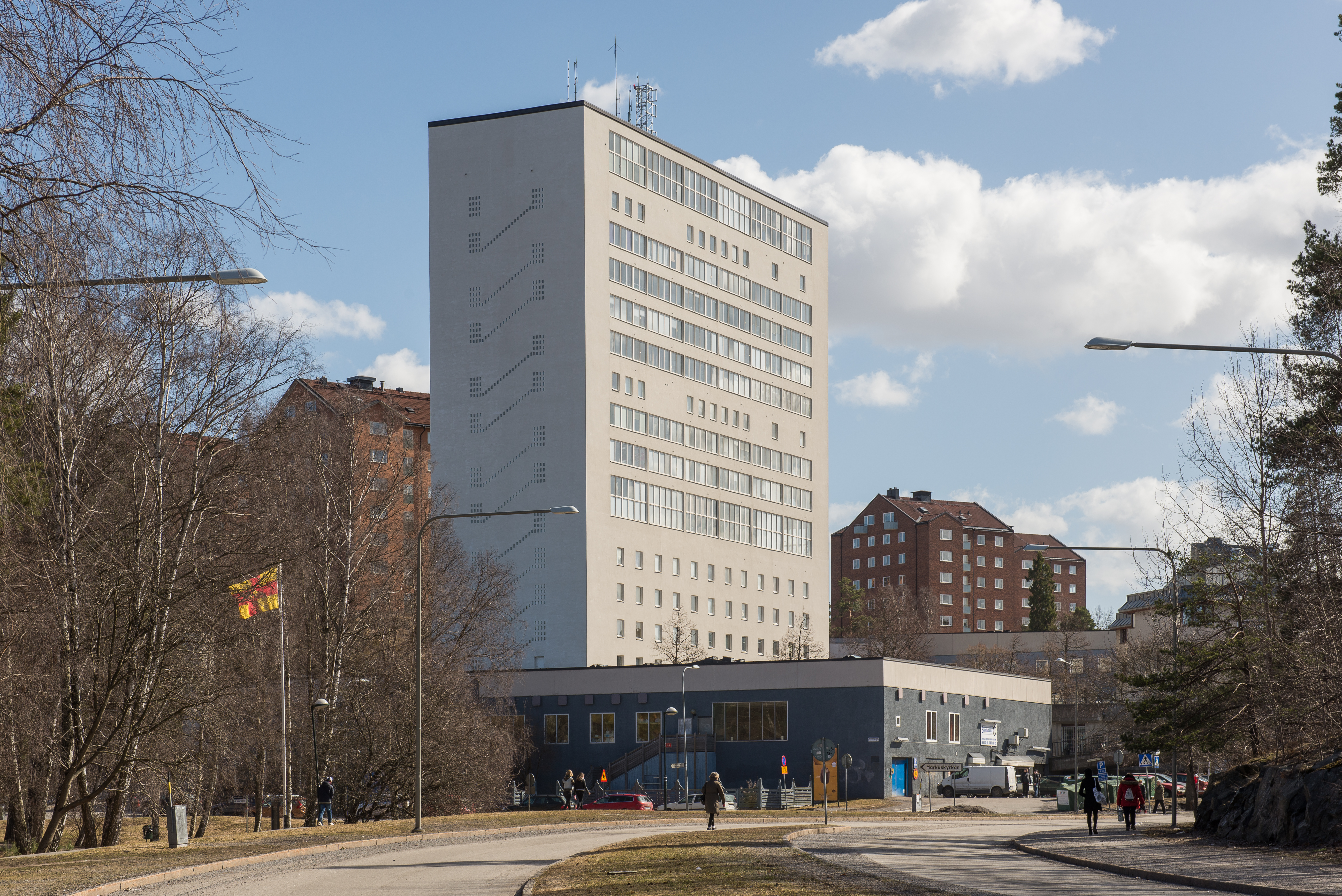
Björkhagens centrum
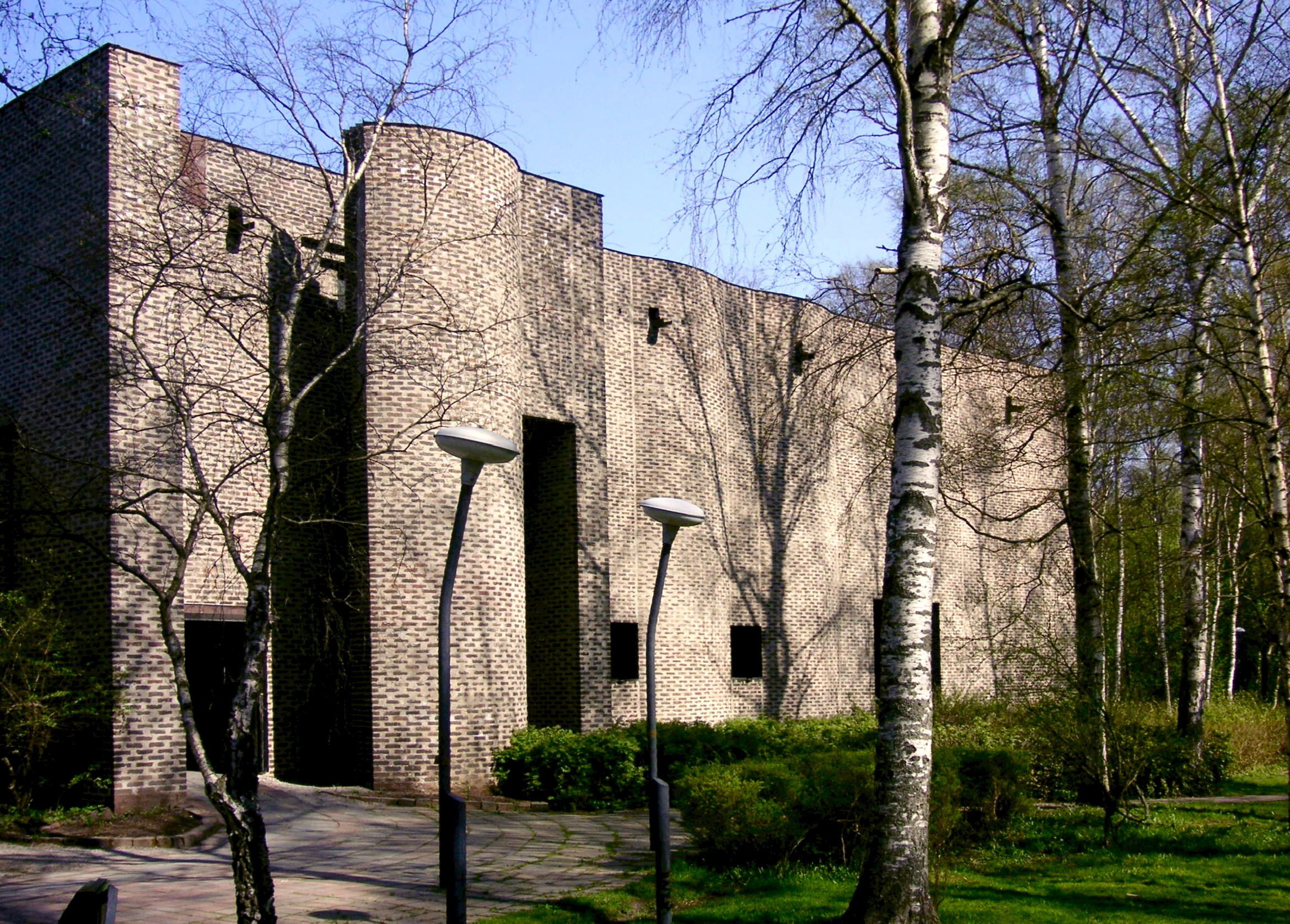
Markuskyrkan
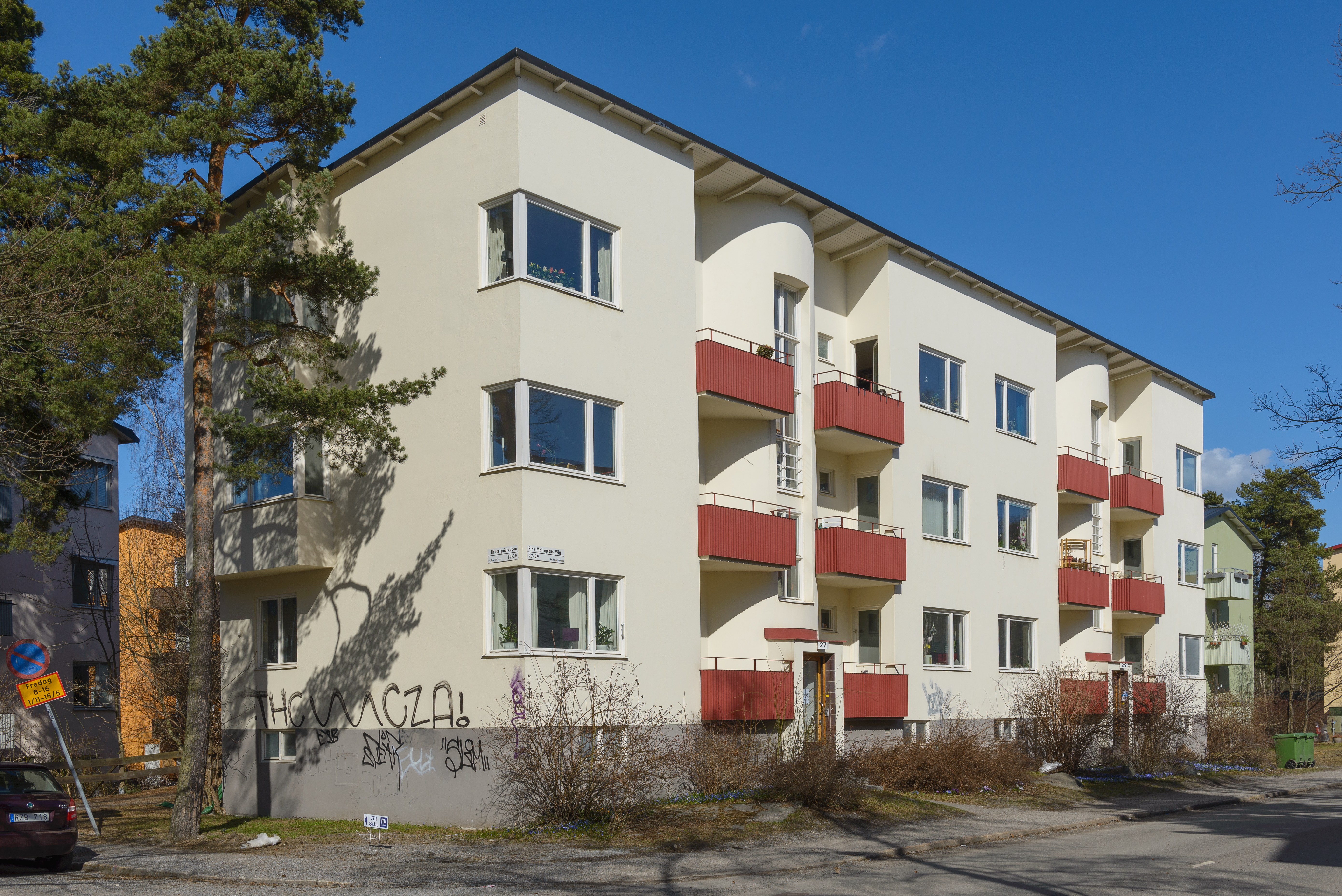
Hammarbyhöjden
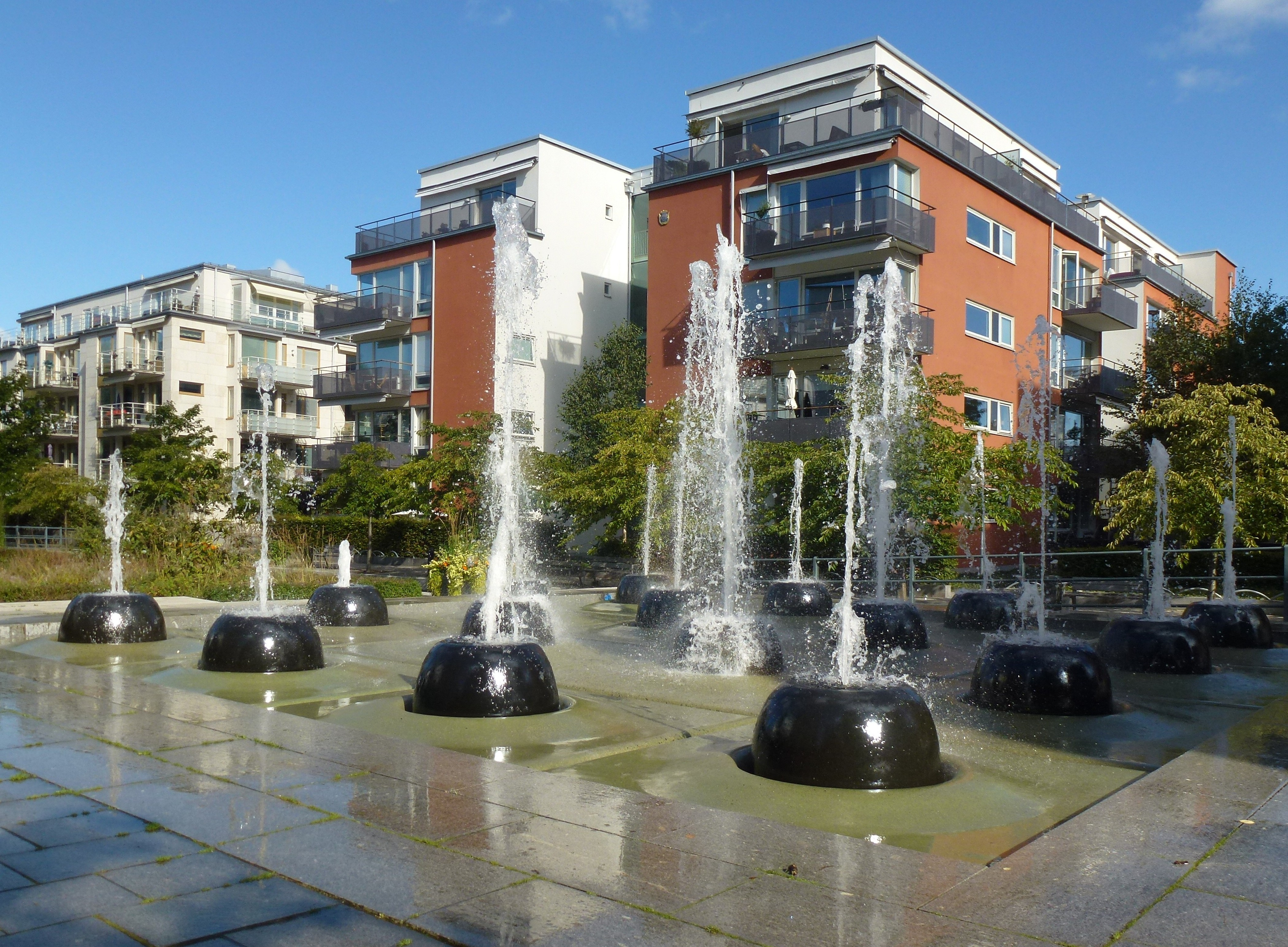
Hammarby sjöstad
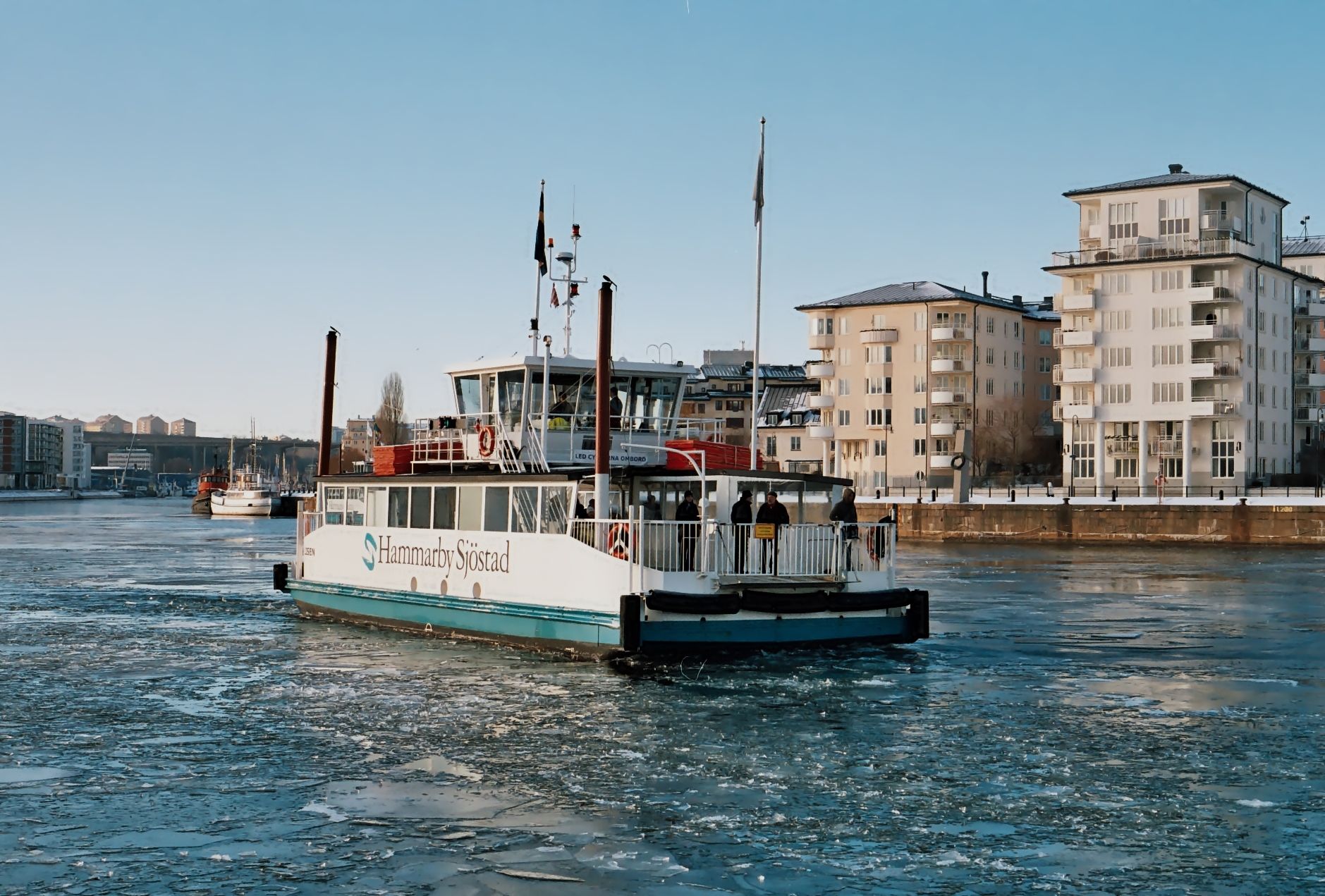
Hammarbyfärjan M/S Lisen
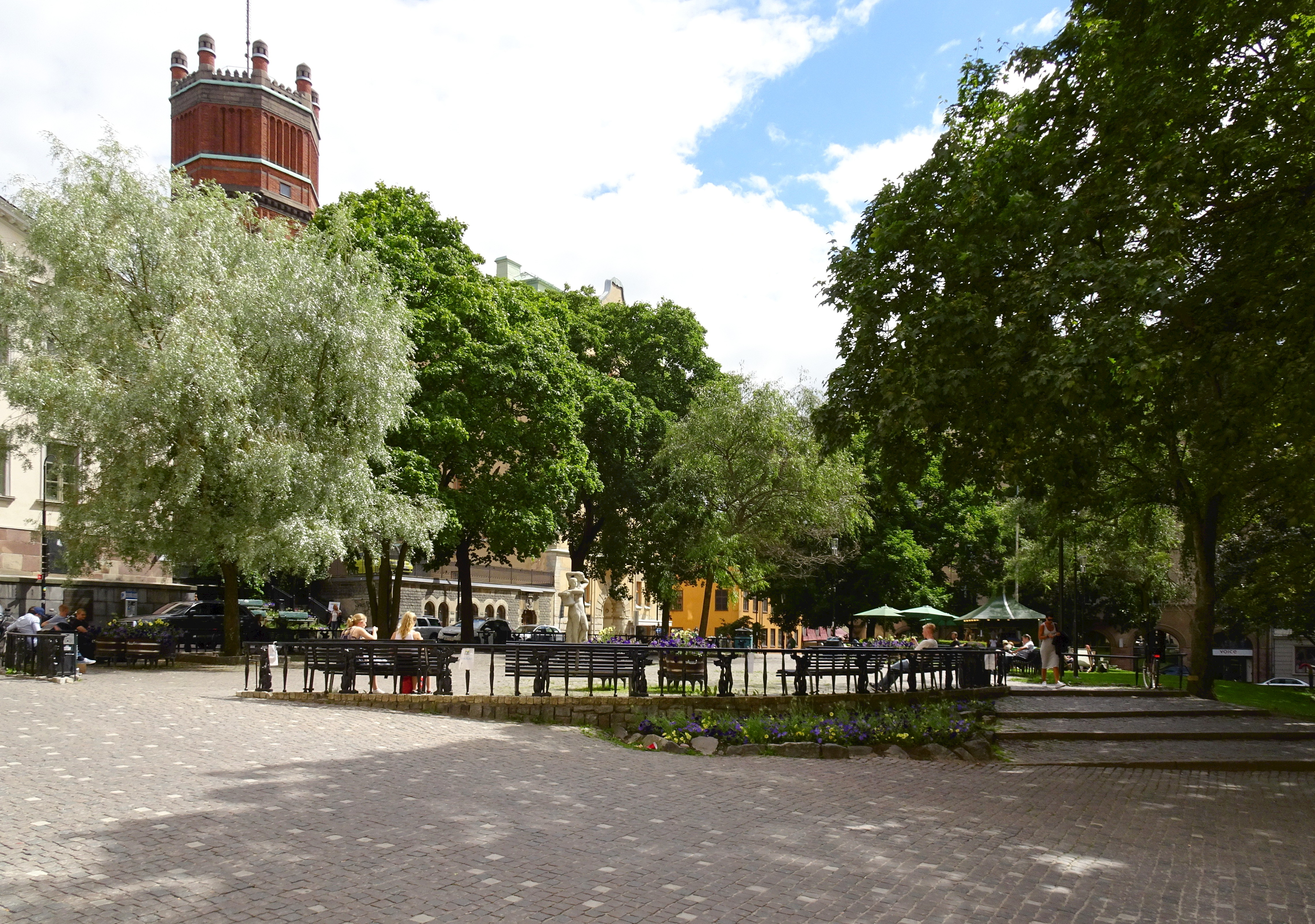
Mosebacke torg